# Roc d'Hozières
Le roc d'Hozières est un sommet situé dans les monts du Cantal (Auvergne-Rhône-Alpes) à proximité du puy Mary, au-dessus de la vallée du Mars, et en limite des communes du Fau (ouest) et du Falgoux (est)

## Géographie
Ce sommet se présente sous la forme d'un dôme de phonolite aux parois très raides. Il est voisin du sommet de la roche Taillade, à la forme trapézoïdale, plus haut en altitude (1 650 m) mais bien plus facile d'accès.

## Activités

### Escalade
Les alpinistes ont tracé de nombreuses voies dont l'ascension est réputée difficile sur ses flancs dont la fameuse « bulle », haute de 260 mètres.

### Randonnée
Le sentier de grande randonnée 400 passe sur le versant ouest du sommet.